# L'Aventure aujourd'hui
L'aventure aujourd'hui  était une collection de livres de poche de couleur rouge lancée par l'éditeur français J'ai lu à la fin des années 1960.

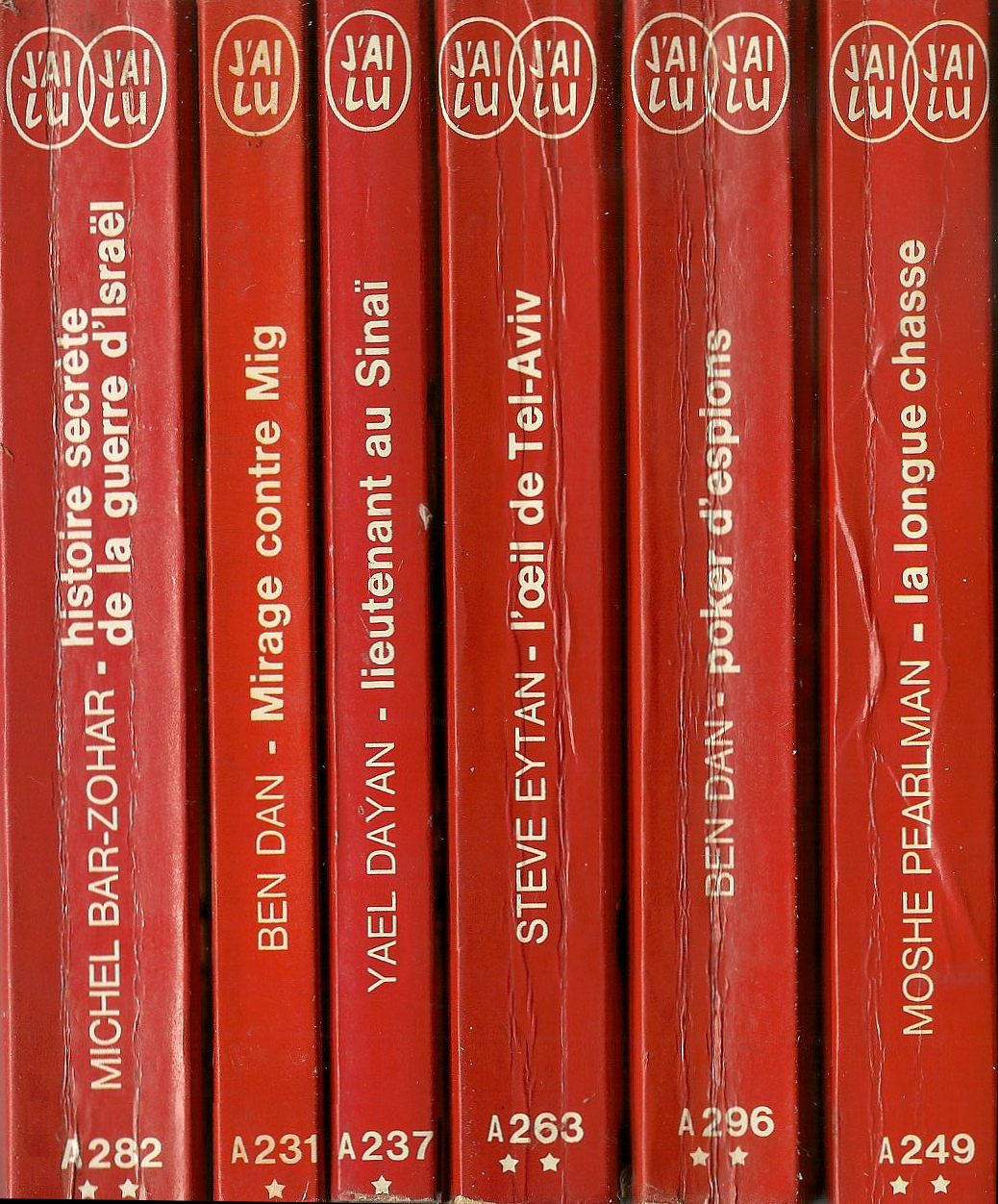
Quelques ouvrages de la série.

## Description
Cette collection était consacrée à l'histoire contemporaine, aux récits vécus et aux enquêtes sur des faits de guerre, d’espionnage, d'ethnologie, et d'autres sujets, qui se sont essentiellement produits depuis 1945.

## Analyse sur la collection
Cette collection, d'une trentaine de titres, fut une source de connaissance sur des événements connus mondialement mais également de récits sur des aventures et des récits d’espionnage ayant réellement existé. Les couvertures sont pour la plupart l'œuvre de l'illustrateur espagnol Antonio Parras.

## Liste des ouvrages
| N°       | Titre                                               | Auteur                                | Observations                                                            |
| -------- | --------------------------------------------------- | ------------------------------------- | ----------------------------------------------------------------------- |
| A88 / 89 | Guerres d'Indochine - France 46/54 - Amérique 54... | Bernard Fall                          |                                                                         |
| A217     | Israël attaque                                      | Yves Cuau                             | Ill. Antonio Parras                                                     |
| A219     | Soldats de la boue T1 - La bataille de Cochinchine  | Roger Delpey                          |                                                                         |
| A222     | Les Vengeurs                                        | Michel Bar-Zohar                      |                                                                         |
| A225     | Soldats de la boue T2 - La bataille du Tonkin       | Roger Delpey                          |                                                                         |
| A228     | L'Espion qui venait d'Israël                        | Ben Dan                               | Ill. Antonio Parras                                                     |
| A231     | Mirage contre Mig                                   | Ben Dan                               |                                                                         |
| A234     | La Fin des mercenaires                              | Michel Honorin                        | Ill. Antonio Parras                                                     |
| A237     | Lieutenant au Sinaï                                 | Yaël Dayan                            | Ill. Antonio Parras                                                     |
| A240     | Le Kurdistan ou la mort                             | René Mauries                          | Ill. Antonio Parras                                                     |
| A244     | La Guerre industrielle                              | Christian Jelen et Olivier Oudiette   | Ill. Antonio Parras                                                     |
| A246     | Et Mao prit le pouvoir                              | Fernand Gigon                         | Ill. Antonio Parras                                                     |
| A249     | La Longue Chasse                                    | Moshe Pearlman                        | Ill. Antonio Parras                                                     |
| A251     | Massacre en Amazonie, le chant du silbaco           | Jacques Meunier et Anne Marie Savarin |                                                                         |
| A254     | Médecin du désert                                   | Herbert Pritzke                       | Ill. Antonio Parras                                                     |
| A255     | Le Bataillon Léopard                                | Colonel Jean Schramme                 | Bob Denard Crise congolaise La sécession katangaise Ill. Antonio Parras |
| A259     | La Guerre secrète du pétrole                        | Jacques Bergier et Bernard Thomas     |                                                                         |
| A263     | L'Œil de Tel Aviv                                   | Steve Eytan                           | Ill. Antonio Parras                                                     |
| A265     | Vingt huit ans de Gaullisme                         | Jacques Soustelle                     |                                                                         |
| A268     | La Revanche des Nazis                               | Pierre Mariel                         | Ill. Antonio Parras                                                     |
| A272     | L'Agent du Caire                                    | Farid Shaker                          |                                                                         |
| A276     | La Maffia du Tiercé                                 | Richard de Lesparda                   |                                                                         |
| A278     | O.A.S.                                              | Robert Buchard                        | Ill. Antonio Parras                                                     |
| A282     | Histoire secrète de la guerre d'Israël              | Michel Bar-Zohar                      |                                                                         |
| A286     | Regarde toi qui meurs - l'ordre de la nuit T1       | Brigitte Friang                       |                                                                         |
| A287     | Regarde toi qui meurs - la guerre n'a pas de fin T2 | Brigitte Friang                       |                                                                         |
| A288     | L'Espionnage industriel                             | Jacques Bergier                       | Ill. Antonio Parras                                                     |
| A292     | La Longue Marche d'Israël                           | Jacques Soustelle                     |                                                                         |
| A296     | Poker d'espions à Tel Aviv et au Caire              | Ben Dan                               |                                                                         |

## Principaux auteurs publiés
- Michel Bar-Zohar
- Jacques Bergier
- Yaël Dayan
- Roger Delpey
- Pierre Mariel
- Jean Schramme
- Jacques Soustelle